# Apeadero de Penedo Gordo
El Apeadero de Penedo Gordo, también conocido como Estación de Penedo Gordo, es una plataforma ferroviaria retirada del servicio de la Línea del Alentejo, que servía a la localidad de Penedo Gordo, en el ayuntamiento de Beja, en Portugal.

## Historia
El 1 de enero de 2012, la operadora Comboios de Portugal suspendió todos los servicios entre Beja y Funcheira, habiendo presentado como argumento la reducida demanda presente en este tramo.